# Târgu Ocna
Târgu Ocna est une ville de Roumanie, dans le județ de Bacău, région de Moldavie.

## Personnalités liées
- Gabriela Adameșteanu, écrivaine et journaliste, née à Târgu Ocna en 1942.